# Övre Hästtjärnen
Övre Hästtjärnen är en sjö i Gagnefs kommun i Dalarna och ingår i Dalälvens huvudavrinningsområde.